# Cillenus lateralis
Cillenus lateralis é uma espécie de insetos coleópteros pertencente à família Carabidae.
A autoridade científica da espécie é Samouelle, tendo sido descrita no ano de 1819.
Trata-se de uma espécie presente no território português.